# Otto Röhm (Unternehmer, 1876)
Otto Karl Julius Röhm (* 14. März 1876 in Öhringen; † 17. September 1939 in Berlin) war Mitbegründer, langjähriger Mitbesitzer und Firmenleiter der Firma Röhm & Haas.

## Leben
Ursprünglich zum Apothekengehilfen ausgebildet, studierte Otto Röhm zunächst Pharmazie an den Universitäten in München und Tübingen. Während seines Studiums wurde er 1898 Mitglied der Landsmannschaft Ghibellinia Tübingen. Als examinierter Apotheker schloss er in Tübingen ein Chemiestudium an, das er 1901 mit einer Dissertation über Polymerisationsprodukte der Akrylsäure erfolgreich beendete. Er ist in über 70 Patenten als Erfinder oder Miterfinder genannt. Seinen Namen führen Straßen an den Firmenstandorten Darmstadt, Weiterstadt und Worms sowie an seinem Geburtsort Öhringen und in Jettingen-Scheppach.
Otto Röhm wurde auf dem Alten Friedhof in Darmstadt bestattet (Grabstelle: 3 Mauer 124/125).
Sein 1912 geborener Sohn Otto Gustav Hermann Alfred Röhm übernahm ab 1945 die Funktion im Unternehmen.

## Karriere
Nach dem Studium folgten ab 1902 Tätigkeiten bei dem Pharmaunternehmen Merck, sowie als Chemiker beim Gaswerk Stuttgart, wo Otto Röhm sich erstmals der Verarbeitung von Tierhäuten widmete, die er mit Gaswasser behandelte. Seine Forschungen mündeten in eine enzymatische Lederbeize, für die es in der Lederindustrie großen Bedarf gab.
1907 gründete er zusammen mit dem Kaufmann Otto Haas das Unternehmen Röhm & Haas in Esslingen. 1909 zog die Firma von Esslingen nach Darmstadt um, wo ein größeres Werk in der Nähe zu den Lederfabriken im Rhein-Main-Gebiet errichtet wurde. Im selben Jahr gründete Haas die erste Niederlassung in Philadelphia in den USA. Im Jahr 1914 wurde das erste Waschmittelenzym vermarktet.
Als er 1939 starb, beschäftigte sein Unternehmen 1800 Mitarbeiter, der Umsatz betrug 22 Mio. Reichsmark.
Seit August 2019 firmiert der von Evonik Industries ausgegliederte und an Advent International verkaufte Methacrylat-Verbund in Anlehnung an den früheren Firmengründer Otto Röhm als Begründer der Methacrylat-Chemie wieder unter dem Namen Röhm GmbH.

## Wissenschaft
Otto Röhm war der erste Chemiker, der Enzyme technisch verwertete. Damit revolutionierte er nicht nur überlieferte Verfahren mit Hundekot in der Lederindustrie, sondern ab 1914 auch das Wäschewaschen. Um 1920 führte Otto Röhm Enzyme in der Pharmazie und 1934 in der Lebensmittelindustrie ein, hier zunächst in der Fruchtsaftklärung. Außerdem war er ein Pionier in der Entwicklung von Produkten aus Polymethylmethacrylat (PMMA), an dessen Erfindung der Chemiker Walter Bauer beteiligt war. Auf diesen Arbeiten beruhte ein großer Teil seines unternehmerischen Erfolges. 1933 meldete er die Marke Plexiglas an.

## Otto-Röhm-Gedächtnispreis
Auf Röhm geht die Dr.-Otto-Röhm-Gedächtnisstiftung zurück. Diese verleiht den der Otto-Röhm-Gedächtnispreis für herausragende Leistungen an Nachwuchswissenschaftler der Organischen Chemie und ist mit 2.000 Euro dotiert.